# Madho Singh II
 (janvier 2016).
Si vous disposez d'ouvrages ou d'articles de référence ou si vous connaissez des sites web de qualité traitant du thème abordé ici, merci de compléter l'article en donnant les références utiles à sa vérifiabilité et en les liant à la section « Notes et références ».
Pour les articles homonymes, voir Singh.
Madho Singh II, né le 29 août 1861 et mort le 7 septembre 1922, est le Maharaja de Jaipur de 1880 à 1922.
Il fut l'un des souverains de Jaipur, le plus philosophe. Madho Singh II aimait les arts et les lettres, jusqu'à en devenir fou en 1920.

## Biographie

### Roi de Jaipur
Madho Singh II devient roi de Jaipur en 1880, à l'âge de dix-neuf ans, après la mort de son père, le roi Ram Singh II. Dès le début de son règne, il montre à ses sujets qu'il est un souverain autoritaire et qui n'hésite pas à les punir. C'est un monarque absolu qui n'a d'ordre à recevoir de personne. Il est très colérique, même envers les gens de sa famille, comme son fils le futur roi Man Singh II.

### Guerres civiles
Madho Singh II règne avec un pouvoir absolu sur Jaipur. Contrairement aux autres souverains de Jaipur, il s'oppose aux forces britanniques. Une guerre civile commence donc entre les deux puissances à partir de 1906. Le conflit se termine en 1910, avec la mort du roi d'Angleterre Edouard VII. Il sort victorieux de cette guerre, il devient par la suite un souverain philosophe.

### De la Philosophie à la Folie

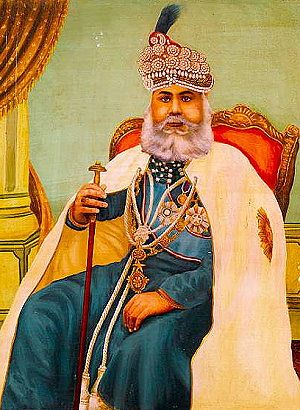
Le roi Madho Singh II.

Madho Singh II est l'un des seuls monarques de Jaipur à être philosophe. Il devient un souverain philosophique à partir de 1912, il devient un homme très connu dans toutes les Indes. Mais cette philosophie va très vite l'importer ; à partir de 1920, il devient un homme fou, obsédé par les livres philosophiques. Il menace même son épouse et ses conseillers, Madho Singh II devient un malade mental vers la fin de sa vie. Il tue des animaux qu'il donne à son épouse plein de sang, il insulte ses ministres et parfois les blesse violemment.

### Fin de vie
En 1922, la folie l'emporte[style à revoir] et il meurt à Jaipur, laissant le trône à son fils Man Singh II. Le corps de Madho Singh II est brûlé et ses cendres placées dans la basilique royale de Jaipur.